# Peltothis
Peltothis là một chi bướm đêm thuộc họ Noctuidae. Chi được đề nghị cho Heliothis peltigera, nhưng không được công nhận rộng rãi.